# Zwei mitten im Leben
Zwei mitten im Leben ist eine deutsche Filmkomödie von Peter Gersina aus dem Jahr 2014 mit Mariele Millowitsch als Umweltaktivistin Anna Wagner in der Hauptrolle. In tragenden Rollen sind Johanna Gastdorf, Christoph M. Ohrt und Ingo Naujoks besetzt.

## Handlung
Anna Wagner ist eine engagierte Umweltaktivistin. Gerade von einer Befreiungsaktion für Hühner in Massentierhaltung zurück, erhält sie die Nachricht vom Tod ihres Vaters Karl. So begibt sie sich nach 30 Jahren zurück nach Hückeskirchen im Bergischen Land, dem Dorf ihrer Kindheit. Als Alleinerbin hat sie nicht vor Haus und Grundstück ihres Vaters zu behalten. Doch ausgerechnet die Gemeinde interessiert sich für das Anwesen und Bürgermeisterin ist Bea Westkamp. Anna Wagner und die Bürgermeisterin kennen sich sehr gut, denn sie waren früher die allerbesten Freundinnen. Das verschob sich ins Gegenteil, weil Bea Anna bei einer gemeinsamen Demo im Stich gelassen hatte, was diese ihr bis heute nie verziehen hat. Jetzt, nach so vielen Jahren, ist Anna bereit einen Schlussstrich unter die Geschichte zu ziehen, doch schon bei der nächsten Gelegenheit eskaliert das Zusammentreffen der ehemaligen Freundinnen erneut. Nach einem bösen Streit trennen sie sich wiederum.  
Nach einer von Bea angestrebten und fast gelungenen Versöhnung muss Anna erkennen, dass Bea jedes Mittel recht ist, um an das von ihr ererbte Grundstück zu gelangen. Das will Anna um keinen Preis zulassen. Dadurch verlängert sich ihr geplanter Aufenthalt im Bergischen Land, was zur Folge hat, dass Annas Freund Christian im Ort auftaucht.
Weder Anna noch Bea ahnen, dass zwei Jugendliche in der Scheune des alten Karl Wagner, der die letzten Monate in einem Pflegeheim verbracht hatte, eine Cannabisplantage angelegt haben. Einer der Jungen ist Max, ausgerechnet der Sohn der Bürgermeisterin, welcher vor kurzem mit einer größeren Menge Gras von der Polizei erwischt worden war. Vorsorglich will er mit seinem Freund die Pflanzen vom Hof wegholen, doch misslingt dies jedes Mal, weil immer gerade jemand auf dem Grundstück eintrifft.
Bea Westkamp gerät bei der Bürgerversammlung allmählich unter Bedrängnis, denn auf dem Wagner-Grundstück sollte ein Baumarkt entstehen, der dem Ort Arbeitsplätze und Zukunftschancen bieten soll. Aus Angst, dass der Investor abspringt, wenn die Verträge nicht bald unterzeichnet werden können, bietet die Bürgermeisterin ein Ausweichgrundstück an. Doch Anna, die ihrerseits dem Wohl des Ortes nicht im Wege stehen wollte, hatte bereits Kontakt mit dem Investor aufgenommen und ihr Grundstück direkt an ihn verkauft. Als Bea nun ein direkt danebenliegendes Areal anbietet, kauft der Investor dies auch, ohne zu erwähnen, dass er jetzt die doppelte Fläche als ursprünglich geplant zur Verfügung hat, wodurch er sein Angebot wesentlich erweitern kann und will. Das war so nicht von der Gemeinde gewollt. Diese hatte zur Absicherung der eigenen kleinen Gewerbetreibenden ganz bewusst einen kleinen Baumarkt haben wollen. 
Als Anna und Bea ihren Doppelverkauf bemerken, den sie nicht mehr rückgängig machen können, ertränken sie ihren Kummer, versöhnen sich und schmieden gemeinsam einen Plan. Sie suchen nach einer bedrohten Tierart, die sie auf einem der Grundstücke ansiedeln können, um die überdimensionierten Baupläne zu Fall zu bringen. Parallel organisieren sie eine Demo und informieren die Presse, um den angeblich hier heimischen Grasfrosch zu schützen. Der Plan geht auf und Schneider tritt vom Kauf des zweiten Grundstückes zurück. Anna und Bea sind sehr froh, dass sie das hinbekommen haben und ihre Freundschaft wieder intakt ist.

## Produktion

### Produktionsnotizen, Veröffentlichung
Es handelt sich um eine Produktion der Eyeworks Germany GmbH, Fiction & Film (Warner Bros. ITVP Deutschland GmbH). Die Dreharbeiten fanden in Köln und Umgebung sowie im Bergischen Land im Zeitraum 16. Juli bis 15. August 2013 statt.
Zwei mitten im Leben wurde am 15. Januar 2014 im ZDF zur Hauptsendezeit erstausgestrahlt.

## Rezeption

### Einschaltquote
Der Film erreichte bei seiner Erstausstrahlung 5,69 Millionen Zuschauer, was einem Marktanteil von 17,6 Prozent entsprach.

### Kritik
Rainer Tittelbach von tittelbach.tv urteilte: „‚Zwei mitten im Leben‘ ist ein Schauspieler-Vehikel, dass sich auf ein (Heimkehr-)Szenario und eine Dramaturgie verlässt, die gegen Überraschung jeglicher Art immun sind. Es könnte  um unterschiedliche Lebenspläne gehen; doch den Autorinnen fällt dazu wenig ein. Dieses  Thema ist nur Baustein der Dramaturgie. Die Komödie von Peter Gersina kommt schwer in Gang. Ein paar Szenen mit Millowitsch und Gastdorf sind allerdings köstlich. Ein routiniert heruntergekurbeltes Auf-Nummer-sicher-ZDF-Filmchen mit wenig Liebe zum Detail.“
Die Kritiker der Fernsehzeitschrift TV Spielfilm vergaben eine mittlere Wertung (Daumen zur Seite) und befanden: „Dünne Scherze, blasse Figuren (u. a. Christoph M. Ohrt, Ingo Naujoks), aufgesetzte Emotionen und eine Story, die einem bekannt vorkommt – da will sich die gute Laune, die die Klarinetten-Intermezzi herbeitönen, nicht einstellen.“ Fazit: „Im Leben geht auch mal was daneben.“